# Cratere Cleopatra
Cleopatra è un ampio cratere d'impatto a doppio anello situato sulla superficie del pianeta Venere, sulle pendici dei monti Maxwell. Il cratere deve il suo nome a Cleopatra, ultima regina dell'antico Egitto.
Il cratere Cleopatra è sovrimposto sulle strutture di Maxwell Montes e sembra indeformato, indicando la sua relativa giovinezza. La presenza di lava, come pure la sua collocazione lungo un pendio apparentemente alquanto ripido, denuncia una chiara origine di matrice vulcanica. I versanti presentano inoltre delle crepe quasi parallele in direzione nord-sud.

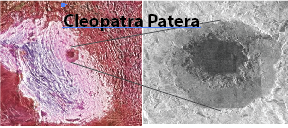
Fotografia ingrandita estrapolata dalla telecamera di Cleopatra patera della Sonda Magellano, fianco orientale di Maxwell Montes su Ishtar Terra, Venere, 5 febbraio 1994.